# Manzanares (Ciudad Real)
Manzanares és un municipi situat a la província de Ciudad Real, Comunitat Autònoma de Castella-la Manxa. El juny 2021, s'hi ha instal·lat una planta de generació fotovoltaica per part de Repsol.

## Personatges il·lustres
- Juan Fernández de Salinas y La Cerda, governador de Costa Rica.
- Bernardo Acuña, militar i governador de Madrid, coronel durant el Setge de Saragossa.
- Teo Serna, escriptor.
- Federico Gallego Ripoll, poeta.
- José Fernández Arroyo, escriptor i artista del Postisme.
- Manuel Piña, modist.
- María Francisca Díaz Carralero, més coneguda com la Ciega de Manzanares, cèlebre poetessa repentista del segle xix.
- Julián Gómez-Cambronero, bioquímic.
- Francisco Ruiz de Elvira, periodista.
- Pedro García Conde, veterinari.